# Yabassi
Yabassi es un municipio del departamento de Nkam de la región Litoral, Camerún. En noviembre de 2005 tenía una población censada de 12 999 habitantes.
Se encuentra ubicado cerca del golfo de Biafra y de la ciudad más poblada del país, Duala.